# Maroko na Zimowych Igrzyskach Olimpijskich 2010

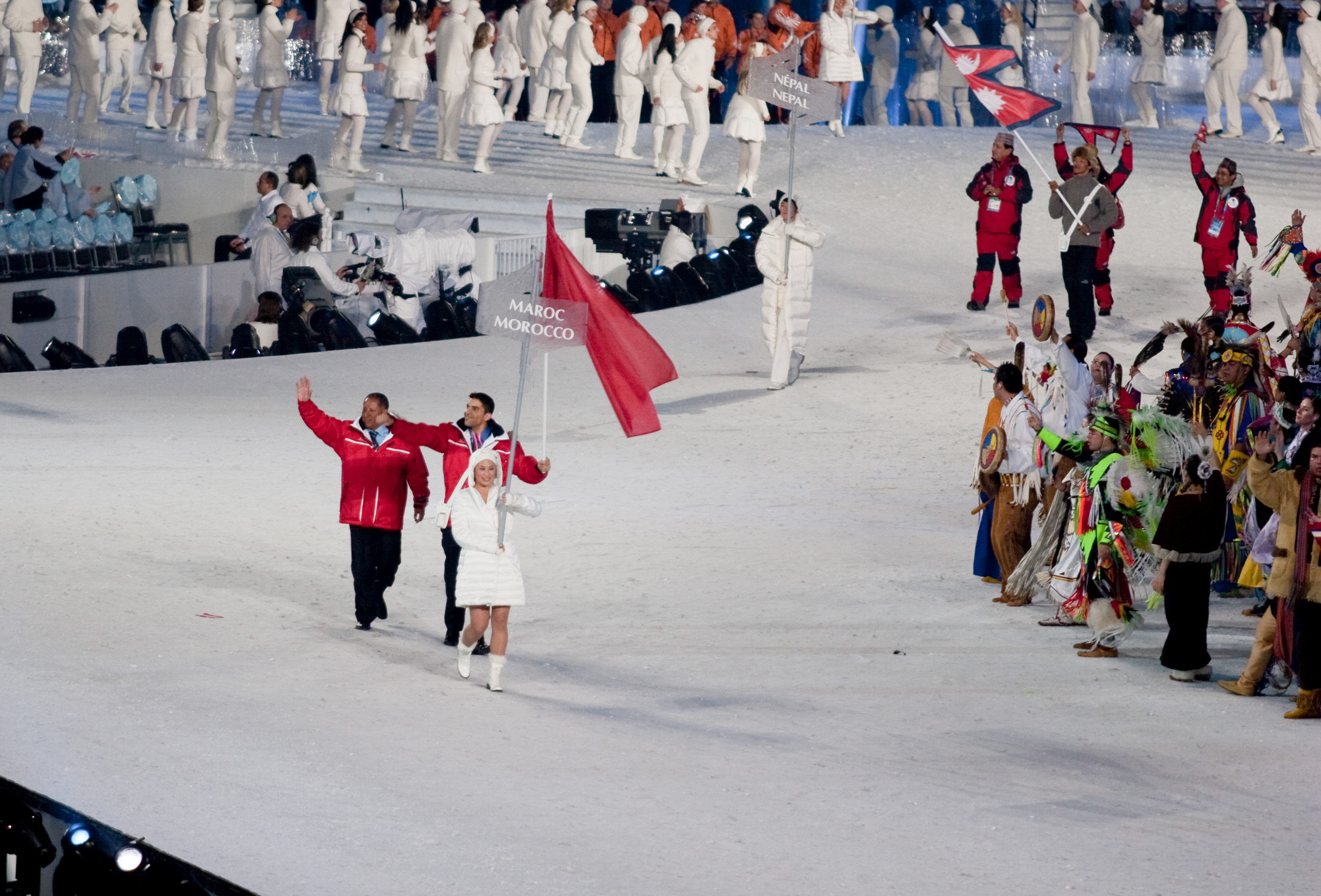
Reprezentacja Maroka podczas ceremonii otwarcia igrzysk olimpijskich w Vancouver

Maroko na Zimowych Igrzyskach Olimpijskich 2010 – występ jednoosobowej reprezentacji Maroka na igrzyskach olimpijskich w Vancouver w 2010 roku.
W składzie znalazł się niespełna 33-letni narciarz alpejski Samir Azzimani, mieszkający na co dzień we Francji. Dla zawodnika, który bez powodzenia starał się również o kwalifikację olimpijską na igrzyska w Salt Lake City i Turynie, występ w Vancouver był debiutem olimpijskim. W Vancouver zaprezentował się w dwóch konkurencjach – zajął 44. miejsce w slalomie i 74. w slalomie gigancie. Pełnił również rolę chorążego reprezentacji podczas ceremonii otwarcia. Podczas ceremonii zamknięcia funkcję tę sprawował Abdenbi Lerhenane.
Był to piąty start reprezentacji Maroka na zimowych igrzyskach olimpijskich i siedemnasty start olimpijski, wliczając w to letnie występy. Maroko po raz pierwszy od 1992 roku wystawiło reprezentację na zimowe igrzyska olimpijskie.

## Tło startu

### Występy na poprzednich igrzyskach
Marokański Narodowy Komitet Olimpijski został powołany w kwietniu 1959 roku, w maju tego roku został uznany przez Międzynarodowy Komitet Olimpijski. Po raz pierwszy wysłał reprezentację Maroka na letnie igrzyska olimpijskie w Rzymie w 1960 roku. Z kolei debiut tego państwa na zimowych igrzyskach miał miejsce w 1968 roku, podczas igrzysk w Grenoble.
W letnich startach do igrzysk w Pekinie w 2008 roku reprezentanci Maroka zdobyli 21 medali – 6 złotych, 5 srebrnych i 10 brązowych. Pierwszym medalistą został, już w pierwszym olimpijskim starcie, Rhadi Ben Abdesselam, który zdobył srebrny medal w biegu maratońskim.
W zimowych igrzyskach reprezentanci Maroka przed 2010 rokiem zaprezentowali się czterokrotnie, ani razu nie uplasowali się na podium olimpijskim. W czterech olimpijskich startach w barwach marokańskich wystąpili głównie narciarze alpejscy, podczas igrzysk w Albertville w 1992 roku również biegacze narciarscy. W czterech olimpijskich startach największym osiągnięciem było 38. miejsce Ahmada Ouachita w slalomie mężczyzn na igrzyskach w Sarajewie w 1984 roku. W 2002 i 2006 roku o awans na igrzyska starał się Samir Azzimani, jednak nie spełnił wymogów kwalifikacyjnych.

### Występy w sezonie przedolimpijskim
W lutym 2009 roku w Val d’Isère rozegrane zostały alpejskie mistrzostwa świata. Wziął w nich udział jeden reprezentant Maroka, Samir Azzimani. Zawodnik wziął udział w slalomie i slalomie gigancie, jednak w żadnej z konkurencji nie został sklasyfikowany – w slalomie nie ukończył pierwszego, a w slalomie gigancie drugiego przejazdu w rundzie kwalifikacyjnej.

### Kwalifikacje olimpijskie
Okres kwalifikacyjny do zimowych igrzysk olimpijskich w Vancouver dla narciarzy alpejskich trwał od lipca 2008 do 25 stycznia 2010. Kwalifikację olimpijską do zawodów w slalomie, slalomie gigancie i zjeździe uzyskali ci zawodnicy, którzy w okresie kwalifikacyjnym zdobyli przynajmniej 500 punktów do listy rankingowej publikowanej przez Międzynarodową Federację Narciarską. Z kolei, aby zakwalifikować się do supergiganta i superkombinacji należało zdobyć przynajmniej 120 punktów w tych konkurencjach. Na liście rankingowej FIS, opublikowanej w styczniu 2010 roku, znalazło się czternaścioro marokańskich narciarzy alpejskich, jednak żaden z nich nie spełnił wymaganego kryterium. Drugą możliwością kwalifikacji na igrzyska był występ w mistrzostwach świata w Val d’Isère w 2009 roku oraz zdobycie w okresie kwalifikacyjnym przynajmniej 140 punktów FIS. Ostatecznie kwalifikację olimpijską uzyskał Samir Azzimani, który co prawda nie ukończył żadnej z konkurencji podczas mistrzostw świata, ale sam udział w tych zawodach przy jednoczesnym spełnieniu wymogów punktowych dał mu awans na igrzyska.

### Prawa transmisyjne
Na obszarze Maroka prawo do transmisji zimowych igrzyskach olimpijskich w Vancouver miał należący do Europejskiej Unii Nadawców kanał sportowy Al Jazeera Sports. Transmisje telewizyjne i internetowe prowadziła również stacja Eurosport.

## Skład reprezentacji
W skład delegacji olimpijskiej Maroka na igrzyska olimpijskie w Vancouver weszły trzy osoby: Samir Azzimani – narciarz alpejski, jedyny reprezentant Maroka w zawodach olimpijskich, Abdenbi Lerhenane – szef misji olimpijskiej oraz Didier Schmidt – francuski trener narciarstwa alpejskiego.
Jedyny marokański uczestnik igrzysk w Vancouver, Samir Azzimani urodził się 22 października 1977 roku w Levallois-Perret, we Francji, jako syn marokańskich imigrantów.

## Udział w ceremoniach otwarcia i zamknięcia igrzysk
Rolę chorążego reprezentacji Maroka podczas ceremonii otwarcia zimowych igrzysk olimpijskich w Vancouver, przeprowadzonej 12 lutego 2010 roku w hali BC Place Stadium, pełnił Samir Azzimani – jedyny reprezentant tego kraju podczas igrzysk w Vancouver. Marokańska delegacja olimpijska weszła na stadion jako 51. w kolejności – pomiędzy ekipami z Litwy i Meksyku. Podczas zorganizowanej 28 lutego 2010 roku ceremonii zamknięcia flagę marokańską niósł szef misji olimpijskiej, Abdenbi Lerhenane.

## Wyniki

### Narciarstwo alpejskie

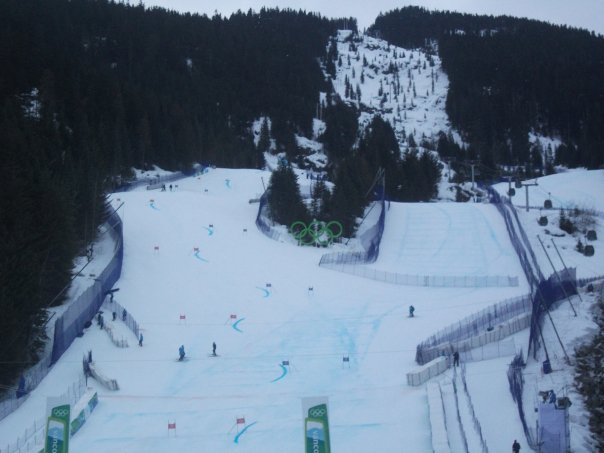
Whistler Creekside – arena zmagań narciarzy alpejskich podczas igrzysk olimpijskich w Vancouver

Rywalizacja olimpijska w narciarstwie alpejskim na igrzyskach w Vancouver odbyła się w dniach 15–27 lutego 2010 w Whistler Creekside. Reprezentant Maroka, Samir Azzimani, uczestniczył w dwóch konkurencjach, które przeprowadzono 23 i 27 lutego.
Pierwszą konkurencją, w której wziął udział, był przeprowadzony 23 lutego slalom gigant. W pierwszym przejeździe uzyskał 83. czas w gronie 89 sklasyfikowanych zawodników, w drugim był 72. na 81 zawodników. Łącznie dało mu to 74. miejsce ze stratą 28,80 s do mistrza olimpijskiego, Szwajcara Carlo Janki. Cztery dni później Marokańczyk wystąpił w slalomie. W pierwszym przejeździe uzyskał 50. czas w gronie 54 sklasyfikowanych narciarzy. W drugim przejeździe był 44. wśród 48 zawodników. W łącznej klasyfikacji zajął 44. miejsce. Do złotego medalisty, Włocha Giuliano Razzoliego, stracił 23,11 s.
| Konkurencja            | Zawodnik       | Przejazd 1 | Przejazd 1 | Przejazd 2 | Przejazd 2 | Łącznie | Łącznie |
| Konkurencja            | Zawodnik       | Czas       | Miejsce    | Czas       | Miejsce    | Czas    | Miejsce |
| ---------------------- | -------------- | ---------- | ---------- | ---------- | ---------- | ------- | ------- |
| Slalom mężczyzn        | Samir Azzimani | 1:00,43    | 50.        | 1:02,00    | 44.        | 2:02,43 | 44.     |
| Slalom gigant mężczyzn | Samir Azzimani | 1:32,02    | 83.        | 1:34,61    | 72.        | 3:06,63 | 74.     |